# Championnats du monde d'athlétisme en salle 1993, résultats détaillés
Résultats détaillés des Championnats du monde d'athlétisme en salle 1993 de Toronto.

## Épreuves au programme
| Courses : 60 m - 200 m - 400 m - 800 m - 1 500 m - 3 000 m Obstacles : 60 m haies Relais : 4 × 400 m - 1 600 m (démonstration) Marche : 5 000/3 000 m Sauts : Hauteur - Longueur - Triple saut - Perche Lancers : - Poids Epreuves combinées (démonstration) : Heptathlon/Pentathlon Légende |

## Résultats

### 60 m
| Rang | Pays        | Athlète          | Temps  |
| ---- | ----------- | ---------------- | ------ |
| 1    | Canada      | Bruny Surin      | 6 s 50 |
| 2    | Namibie     | Frank Fredericks | 6 s 51 |
| 3    | Qatar       | Talal Mansour    | 6 s 57 |
| 4    | États-Unis  | Jon Drummond     | 6 s 58 |
| 5    | Cuba        | Joel Isasi       | 6 s 61 |
| 6    | États-Unis  | Dennis Mitchell  | 6 s 62 |
| 7    | Cuba        | Andres Simon     | 6 s 63 |
| 8    | Royaume-Uni | Jason John       | ab.    |

| Rang | Pays          | Athlète               | Temps  |
| ---- | ------------- | --------------------- | ------ |
| 1    | États-Unis    | Gail Devers           | 6 s 95 |
| 2    | Russie        | Irina Privalova       | 6 s 97 |
| 3    | Ukraine       | Zhanna Tarnopolskaya  | 7 s 21 |
| 4    | Cuba          | Liliana Allen         | 7 s 22 |
| 5    | États-Unis    | Teresa Neighbors      | 7 s 26 |
| 6    | Côte d'Ivoire | Patricia Foufoué Ziga | 7 s 26 |
| 7    | Pays-Bas      | Nelli Fiere-Cooman    | 7 s 29 |
| 8    | France        | Patricia Girard       | 7 s 31 |

### 200 m
| Rang | Pays       | Athlète         | Temps   |
| ---- | ---------- | --------------- | ------- |
| 1    | États-Unis | James Trapp     | 20 s 63 |
| 2    | Australie  | Damien Marsh    | 20 s 71 |
| 3    | États-Unis | Kevin Little    | 20 s 72 |
| 4    | Cuba       | Iván García     | 20 s 82 |
| 5    | Bulgarie   | Nikolay Antonov | 21 s 20 |
| 6    | Belgique   | Patrick Stevens | 21 s 21 |

| Rang | Pays       | Athlète           | Temps   |
| ---- | ---------- | ----------------- | ------- |
| 1    | Russie     | Irina Privalova   | 22 s 15 |
| 2    | Australie  | Melinda Gainsford | 22 s 73 |
| 3    | Russie     | Natalya Voronova  | 22 s 90 |
| 4    | Finlande   | Sanna Hernesniemi | 23 s 03 |
| 5    | États-Unis | Wendy Vereen      | 23 s 34 |
| 6    | États-Unis | Dyan Webber       | 23 s 53 |

### 400 m
| Rang | Pays       | Athlète        | Temps   |
| ---- | ---------- | -------------- | ------- |
| 1    | États-Unis | Harry Reynolds | 45 s 26 |
| 2    | Nigeria    | Sunday Bada    | 45 s 75 |
| 3    | Australie  | Darren Clark   | 46 s 45 |
| 4    | Allemagne  | Rico Lieder    | 46 s 53 |
| 5    | Jamaïque   | Devon Morris   | 46 s 67 |
| 6    | États-Unis | Jason Rouser   | 46 s 70 |

| Rang | Pays       | Athlète            | Temps   |
| ---- | ---------- | ------------------ | ------- |
| 1    | Jamaïque   | Sandie Richards    | 50 s 93 |
| 2    | Russie     | Tatyana Alekseyeva | 51 s 03 |
| 3    | États-Unis | Jearl Miles        | 51 s 37 |
| 4    | Espagne    | Sandra Myers       | 51 s 45 |
| 5    | Australie  | Renée Poetschka    | 52 s 29 |
| 6    | États-Unis | Kim Batten         | 52 s 70 |

### 800 m
| Rang | Pays        | Athlète             | Temps         |
| ---- | ----------- | ------------------- | ------------- |
| 1    | Royaume-Uni | Tom McKean          | 1 min 47 s 29 |
| 2    | Burundi     | Charles Nkazamyampi | 1 min 47 s 62 |
| 3    | Allemagne   | Nico Motchebon      | 1 min 48 s 15 |
| 4    | Belgique    | Luc Bernaert        | 1 min 48 s 30 |
| 5    | Canada      | Freddie Williams    | 1 min 51 s 26 |
| 6    | Brésil      | José Luiz Barbosa   | ab.           |

| Rang | Pays       | Athlète             | Temps         |
| ---- | ---------- | ------------------- | ------------- |
| 1    | Mozambique | Maria Mutola        | 1 min 57 s 55 |
| 2    | Russie     | Svetlana Masterkova | 1 min 59 s 18 |
| 3    | États-Unis | Joetta Clark        | 1 min 59 s 86 |
| 4    | Russie     | Yelena Afanasyeva   | 2 min 01 s 87 |
| 5    | Roumanie   | Ella Kovacs         | 2 min 02 s 35 |
| 6    | Ukraine    | Yelena Storchevaya  | 2 min 03 s 08 |

### 1 500 m
| Rang | Pays        | Athlète           | Temps         |
| ---- | ----------- | ----------------- | ------------- |
| 1    | Irlande     | Marcus O'Sullivan | 3 min 45 s 00 |
| 2    | Royaume-Uni | David Strang      | 3 min 45 s 30 |
| 3    | Croatie     | Branko Zorko      | 3 min 45 s 39 |
| 4    | États-Unis  | Clyston Holman    | 3 min 45 s 59 |
| 5    | France      | Michael Damian    | 3 min 45 s 59 |
| 6    | États-Unis  | William Burke     | 3 min 46 s 18 |
| 7    | Portugal    | Mário Silva       | 3 min 46 s 61 |
| 8    | Belgique    | Marc Corstjens    | 3 min 46 s 69 |

| Rang | Pays     | Athlète                | Temps         |
| ---- | -------- | ---------------------- | ------------- |
| 1    | Russie   | Yekaterina Podkopayeva | 4 min 09 s 29 |
| 2    | Roumanie | Violeta Beclea         | 4 min 09 s 41 |
| 3    | Suisse   | Sandra Gasser          | 4 min 10 s 99 |
| 4    | Pologne  | Anna Brzezinska        | 4 min 11 s 15 |
| 5    | Espagne  | Maite Zúñiga           | 4 min 12 s 67 |
| 6    | Suède    | Maria Akraka           | 4 min 13 s 10 |
| 7    | Portugal | Carla Sacramento       | 4 min 13 s 41 |
| 8    | Canada   | Paula Schnurr          | 4 min 23 s 66 |

### 3 000 m
| Rang | Pays        | Athlète           | Temps         |
| ---- | ----------- | ----------------- | ------------- |
| 1    | Italie      | Gennaro Di Napoli | 7 min 50 s 26 |
| 2    | France      | Éric Dubus        | 7 min 50 s 57 |
| 3    | Espagne     | Enrique Molina    | 7 min 51 s 10 |
| 4    | États-Unis  | Bob Kennedy       | 7 min 51 s 27 |
| 5    | Danemark    | Mogens Guldberg   | 7 min 52 s 60 |
| 6    | Royaume-Uni | John Mayock       | 7 min 54 s 41 |
| 7    | Canada      | Brendan Matthias  | 7 min 55 s 57 |
| 8    | Allemagne   | Mirco Döring      | 7 min 59 s 42 |

| Rang | Pays        | Athlète          | Temps         |
| ---- | ----------- | ---------------- | ------------- |
| 1    | Royaume-Uni | Yvonne Murray    | 8 min 50 s 55 |
| 2    | Roumanie    | Margareta Keszeg | 9 min 02 s 89 |
| 3    | États-Unis  | Lynn Jennings    | 9 min 03 s 78 |
| 4    | Allemagne   | Christina Mai    | 9 min 04 s 14 |
| 5    | Canada      | Ulla Marquette   | 9 min 04 s 72 |
| 6    | Pays-Bas    | Elly van Hulst   | 9 min 08 s 33 |
| 7    | Portugal    | Marina Bastos    | 9 min 13 s 13 |
| 8    | États-Unis  | Kathleen Franey  | 9 min 13 s 16 |

### 60 m haies
| Rang | Pays        | Athlète             | Temps  |
| ---- | ----------- | ------------------- | ------ |
| 1    | Canada      | Mark McKoy          | 7 s 41 |
| 2    | Royaume-Uni | Colin Jackson       | 7 s 43 |
| 3    | États-Unis  | Tony Dees           | 7 s 43 |
| 4    | Allemagne   | Florian Schwarthoff | 7 s 54 |
| 5    | Lettonie    | Igors Kazanovs      | 7 s 55 |
| 6    | Roumanie    | George Boroi        | 7 s 72 |
| 7    | Cuba        | Emilio Valle        | 7 s 74 |
| 8    | Biélorussie | Sergey Ussov        | 7 s 90 |

| Rang | Pays       | Athlète                | Temps  |
| ---- | ---------- | ---------------------- | ------ |
| 1    | Suisse     | Julie Baumann          | 7 s 96 |
| 2    | États-Unis | Lavonna Martin-Floreal | 7 s 99 |
| 3    | France     | Patricia Girard        | 8 s 01 |
| 4    | Russie     | Yuliya Graudyn         | 8 s 01 |
| 5    | Cuba       | Aliuska Lopez          | 8 s 11 |
| 6    | Espagne    | Maria José Mardomingo  | 8 s 18 |
| 7    | Slovénie   | Brigita Bukovec        | 8 s 28 |
| 8    | Jamaïque   | Michelle Freeman       | disq.  |

### Relais 4 × 400 m
| Rang | Pays              | Athlètes                                                     | Temps         |
| ---- | ----------------- | ------------------------------------------------------------ | ------------- |
| 1    | États-Unis        | Darnell Hall Brian Irvin Jason Rouser Danny Everett          | 3 min 04 s 20 |
| 2    | Trinité-et-Tobago | Dazel Jules Alvin Daniel Neil de Silva Ian Morris            | 3 min 07 s 02 |
| 3    | Japon             | Masayoshi Kan Seiji Inagaki Yoshihiko Saito Hiroyuki Hayashi | 3 min 07 s 30 |
| 4    | Canada            |                                                              | 3 min 07 s 77 |
| 5    | Jamaïque          |                                                              | 3 min 08 s 47 |
|      | Italie            |                                                              | disq.         |

| Rang | Pays       | Athlètes                                                           | Temps         |
| ---- | ---------- | ------------------------------------------------------------------ | ------------- |
| 1    | Jamaïque   | Deon Hemmings Beverly Grant Cathy Rattray-Williams Sandie Richards | 3 min 32 s 32 |
| 2    | États-Unis | Trevaia Williams Terri Dendy Dyan Webber Natasha Kaiser-Brown      | 3 min 32 s 50 |
|      | Russie     |                                                                    | disq.         |
|      | Canada     |                                                                    | disq.         |

### Relais 1 600 m
| Rang | Pays       | Athlètes                                                          | Temps         |
| ---- | ---------- | ----------------------------------------------------------------- | ------------- |
| 1    | États-Unis | Mark Everett James Trapp Kevin Little Harry Reynolds              | 3 min 15 s 10 |
| 2    | Brésil     | Gilmar dos Santos André Domingos Sidnei Telles Eronilde de Araújo | 3 min 16 s 11 |
| 3    | Canada     | Freddie Williams Ricardo Greenidge Peter Ogilvie Mark Jackson     | 3 min 16 s 93 |

| Rang | Pays       | Athlètes                                                    | Temps         |
| ---- | ---------- | ----------------------------------------------------------- | ------------- |
| 1    | États-Unis | Joetta Clark Wendy Vereen Kim Batten Jearl Miles            | 3 min 45 s 90 |
| 2    | Canada     | Donalda Duprey Sonia Paquette Mame Twumasi Alanna Yakiwchuk | 3 min 56 s 34 |
| 3    | -          | -                                                           | -             |

### Marche
| Rang | Pays      | Athlète             | Temps          |
| ---- | --------- | ------------------- | -------------- |
| 1    | Russie    | Mikhail Shchennikov | 18 min 32 s 10 |
| 2    | Pologne   | Robert Korzeniowski | 18 min 35 s 91 |
| 3    | Russie    | Michail Orlov       | 18 min 43 s 48 |
| 4    | Canada    | Tim Berrett         | 18 min 53 s 02 |
| 5    | Allemagne | Ronald Weigel       | 19 min 02 s 73 |
| 6    | France    | Jean-Claude Corre   | 19 min 10 s 72 |
| 7    | Roumanie  | Costica Balan       | 19 min 12 s 73 |
| 8    | Suède     | Stefan Johansson    | 20 min 30 s 32 |

| Rang | Pays      | Athlète            | Temps          |
| ---- | --------- | ------------------ | -------------- |
| 1    | Russie    | Yelena Nikolayeva  | 11 min 49 s 73 |
| 2    | Australie | Kerry Saxby-Junna  | 11 min 53 s 82 |
| 3    | Italie    | Ileana Salvador    | 11 min 55 s 35 |
| 4    | Allemagne | Beate Anders       | 11 min 57 s 14 |
| 5    | Russie    | Yelena Arshintseva | 12 min 01 s 22 |
| 6    | Italie    | Annarita Sidoti    | 12 min 04 s 16 |
| 7    | Finlande  | Sari Essayah       | 12 min 06 s 10 |
| 8    | Suède     | Madelein Svensson  | 12 min 18 s 10 |

### Saut en longueur
| Rang | Pays       | Athlète         | Longueur |
| ---- | ---------- | --------------- | -------- |
| 1    | Cuba       | Iván Pedroso    | 8,23 m   |
| 2    | États-Unis | Joe Greene      | 8,13 m   |
| 3    | Bulgarie   | Daniel Ivanov   | 7,98 m   |
| 4    | Cuba       | Jaime Jefferson | 7,98 m   |
| 5    | Pays-Bas   | Frans Maas      | 7,96 m   |
| 6    | Roumanie   | Bogdan Tudor    | 7,91 m   |
| 7    | Bulgarie   | Ivailo Mladenov | 7,86 m   |
| 8    | Chine      | Zhou Ming       | 7,84 m   |

| Rang | Pays      | Athlète            | Longueur |
| ---- | --------- | ------------------ | -------- |
| 1    | Roumanie  | Marieta Ilcu       | 6,84 m   |
| 2    | Allemagne | Susen Tiedtke      | 6,84 m   |
| 3    | Ukraine   | Inessa Kravets     | 6,77 m   |
| 4    | Russie    | Irina Mushailova   | 6,76 m   |
| 5    | Ukraine   | Larissa Bereshnaya | 6,74 m   |
| 6    | Suède     | Erica Johansson    | 6,71 m   |
| 7    | Autriche  | Ludmilla Ninova    | 6,70 m   |
| 8    | Roumanie  | Mirela Dulgheru    | 6,56 m   |

### Saut en hauteur
| Rang | Pays        | Athlète          | Hauteur |
| ---- | ----------- | ---------------- | ------- |
| 1    | Cuba        | Javier Sotomayor | 2,41 m  |
| 2    | Suède       | Patrik Sjöberg   | 2,39 m  |
| 3    | Royaume-Uni | Stephen Smith    | 2,37 m  |
| 4    | Royaume-Uni | Dalton Grant     | 2,34 m  |
| 5    | Bahamas     | Troy Kemp        | 2,34 m  |
| 6    | Ukraine     | Yuriy Serhiyenko | 2,31 m  |
| 7    | Allemagne   | Hendrik Beyer    | 2,31 m  |
| 8    | États-Unis  | Hollis Conway    | 2,24 m  |

| Rang | Pays       | Athlète            | Hauteur |
| ---- | ---------- | ------------------ | ------- |
| 1    | Bulgarie   | Stefka Kostadinova | 2,02 m  |
| 2    | Allemagne  | Heike Henkel       | 2,02 m  |
| 3    | Ukraine    | Inga Babakova      | 2,00 m  |
| 4    | Roumanie   | Alina Astafei      | 1,97 m  |
| 5    | Australie  | Alison Inverarity  | 1,97 m  |
| 6    | Cuba       | Ioamnet Quintero   | 1,97 m  |
| 7    | États-Unis | Angela Bradburn    | 1,94 m  |
| 8    | Cuba       | Silvia Costa       | 1,94 m  |

### Triple saut
| Rang | Pays        | Athlète            | Longueur |
| ---- | ----------- | ------------------ | -------- |
| 1    | France      | Pierre Camara      | 17,59 m  |
| 2    | Lettonie    | Maris Bruziks      | 17,36 m  |
| 3    | Bulgarie    | Nikolay Raev       | 17,27 m  |
| 4    | Bermudes    | Brian Wellman      | 17,27 m  |
| 5    | Russie      | Vladimir Melichov  | 17,07 m  |
| 6    | Cuba        | Yoelvis Quesada    | 17,06 m  |
| 7    | Royaume-Uni | Jonathan Edwards   | 16,76 m  |
| 8    | Madagascar  | Toussaint Rabenala | 16,74 m  |

| Rang | Pays      | Athlète             | Longueur     |
| ---- | --------- | ------------------- | ------------ |
| 1    | Ukraine   | Inessa Kravets      | 14,47 m (RM) |
| 2    | Russie    | Yolanda Chen        | 14,36 m      |
| 3    | Russie    | Inna Lasovskaya     | 14,35 m      |
| 4    | Italie    | Antonella Capriotti | 14,01 m      |
| 5    | Allemagne | Helga Radtke        | 13,95 m      |
| 6    | Espagne   | Concepcion Paredes  | 13,83 m      |
| 7    | Tchéquie  | Sarka Kasparkova    | 13,81 m      |
| 8    | Cuba      | Eloina Echevarria   | 13,77 m      |

### Saut à la perche
| Rang | Pays       | Athlète          | Hauteur |
| ---- | ---------- | ---------------- | ------- |
| 1    | Russie     | Rodion Gataullin | 5,90 m  |
| 2    | Kazakhstan | Grigoriy Yegorov | 5,80 m  |
| 3    | France     | Jean Galfione    | 5,80 m  |
| 4    | Russie     | Igor Trandenkov  | 5,80 m  |
| 5    | Finlande   | Jani Lehtonen    | 5,65 m  |
| 6    | Allemagne  | Werner Holl      | 5,65 m  |
| 7    | Italie     | Andrea Pegoraro  | 5,65 m  |
| 8    | États-Unis | Gregory West     | 5,60 m  |

### Lancer du poids
| Rang | Pays       | Athlète            | Distance |
| ---- | ---------- | ------------------ | -------- |
| 1    | États-Unis | Michael Stulce     | 21,27 m  |
| 2    | États-Unis | Jim Doehring       | 21,08 m  |
| 3    | Ukraine    | Aleksandr Bagach   | 20,83 m  |
| 4    | Ukraine    | Aleksandr Klimenko | 20,58 m  |
| 5    | Italie     | Paolo Dal Soglio   | 19,74 m  |
| 6    | Italie     | Luciano Zerbini    | 19,68 m  |
| 7    | Russie     | Sergey Smirnov     | 19,59 m  |
| 8    | Allemagne  | Oliver-Sven Buder  | 19,03 m  |

| Rang | Pays      | Athlète              | Distance |
| ---- | --------- | -------------------- | -------- |
| 1    | Russie    | Svetlana Krivelyova  | 19,57 m  |
| 2    | Allemagne | Stephanie Storp      | 19,37 m  |
| 3    | Chine     | Zhang Liuhong        | 19,32 m  |
| 4    | Ukraine   | Valentina Fedyushina | 19,07 m  |
| 5    | Russie    | Anna Romanova        | 18,94 m  |
| 6    | Chine     | Li Xiaoyun           | 18,90 m  |
| 7    | Cuba      | Belsis Laza          | 18,75 m  |
| 8    | Allemagne | Kathrin Neimke       | 18,50 m  |

### Heptathlon/Pentathlon
| Rang | Pays        | Athlète           | Points         |
| ---- | ----------- | ----------------- | -------------- |
| 1    | États-Unis  | Dan O'Brien       | 6 476 pts (RM) |
| 2    | Canada      | Michael Smith     | 6 279 pts      |
| 3    | Biélorussie | Eduard Hämäläinen | 6 075 pts      |
| 4    | Ukraine     | Lev Lobodin       | 6 017 pts      |
| 5    | Hongrie     | Dezső Szabó       | 5 790 pts      |
| 6    | France      | William Motti     | 5 507 pts      |
|      | France      | Alain Blondel     | ab.            |
|      | Tchéquie    | Robert Zmelik     | ab.            |

| Rang | Pays       | Athlète            | Points    |
| ---- | ---------- | ------------------ | --------- |
| 1    | Russie     | Irina Belova       | 4 787 pts |
| 2    | Roumanie   | Liliana Nastase    | 4 686 pts |
| 3    | Pologne    | Urszula Wlodarczyk | 4 667 pts |
| 4    | Allemagne  | Birgit Clarius     | 4 641 pts |
| 5    | Russie     | Irina Tyuchay      | 4 619 pts |
| 6    | États-Unis | Kym Carter         | 4 566 pts |
| 7    | Roumanie   | Petra Vaidianu     | 4 394 pts |
| 8    | Allemagne  | Beatrice Mau       | 4 358 pts |

## Légende
- RM : Record du monde
- RE : Record d'Europe
- RC : Record des Championnats
- RN : Record national
- disq. : disqualification
- ab. : abandon